# Erycibe leucoxyloides
Erycibe leucoxyloides är en vindeväxtart som beskrevs av George King och David Prain. Erycibe leucoxyloides ingår i släktet Erycibe och familjen vindeväxter. Inga underarter finns listade i Catalogue of Life.